# 1794 au théâtre
| Années du théâtre : 1791 - 1792 - 1793 - 1794 - 1795 - 1796 - 1797    |
| Décennies du théâtre : 1760 - 1770 - 1780 - 1790 - 1800 - 1810 - 1820 |

## Événements
- 13 mars 1794 : Grammont, directeur des Comédiens-Français, compromis avec les hébertistes dans l'affaire dite de la « conspiration des prisons » est arrêté et guillotiné le en même temps que son fils ainé âgé de dix-neuf ans.
- août : les Comédiens-Français, libérés depuis le 9 thermidor, retrouvent leur ancienne salle et, sous la direction de la Montansier, prennent le nom de théâtre de l’Egalité[1].

## Pièces de théâtre représentées
- 19 septembre : Le Sourd ou l'Auberge pleine, comédie en trois actes en prose de Desforges, au théâtre de la République

## Naissances
- 9 février : Jacques-François Ancelot

## Décès
- 24 mars (guillotiné avec Hébert) : Pierre-Ulric Dubuisson, acteur, auteur dramatique et directeur de théâtre, né le 23 janvier 1746.
- 5 avril (guillotiné avec Danton) : Fabre d'Églantine.
- 13 avril : Guillaume-Antoine Nourry, dit Grammont, acteur français, sociétaire de la Comédie-Française, né le 10 juin 1750.
- 13 septembre : Jean-Pierre Claris de Florian, dramaturge, romancier et fabuliste français, né le 6 mars 1755.
- 15 octobre : Giacomo Durazzo, noble et diplomate italien, envoyé extraordinaire de la république de Gênes à Vienne en 1749, nommé directeur général des spectacles (Generalspektakeldirektor) de Vienne en 1754 et qui procède à une réforme complète des théâtres impériaux, né le 27 avril 1717.